# Smithfield (Rhode Island)
Smithfield és una població dels Estats Units a l'estat de Rhode Island. Segons el cens del 2000 tenia 20.613 habitants.

## Demografia
Segons el cens del 2000, Smithfield tenia 20.613 habitants, 7.194 habitatges, i 4.992 famílies. La densitat de població era de 299,3 habitants per km².
Dels 7.194 habitatges en un 29,6% hi vivien nens de menys de 18 anys, en un 57,9% hi vivien parelles casades, en un 8,5% dones solteres, i en un 30,6% no eren unitats familiars. En el 26,8% dels habitatges hi vivien persones soles el 12,9% de les quals corresponia a persones de 65 anys o més que vivien soles. El nombre mitjà de persones vivint en cada habitatge era de 2,47 i el nombre mitjà de persones que vivien en cada família era de 3,02.
Per edats la població es repartia de la següent manera: un 19,5% tenia menys de 18 anys, un 15,2% entre 18 i 24, un 25,4% entre 25 i 44, un 23,3% de 45 a 60 i un 16,6% 65 anys o més.
L'edat mediana era de 39 anys. Per cada 100 dones de 18 o més anys hi havia 91,4 homes.
La renda mediana per habitatge era de 55.621 $ i la renda mediana per família de 66.320 $. Els homes tenien una renda mediana de 45.946 $ mentre que les dones 31.981 $. La renda per capita de la població era de 23.224 $. Aproximadament el 2,8% de les famílies i el 4,3% de la població estaven per davall del llindar de pobresa.